# Haus des Buches (Leipzig)

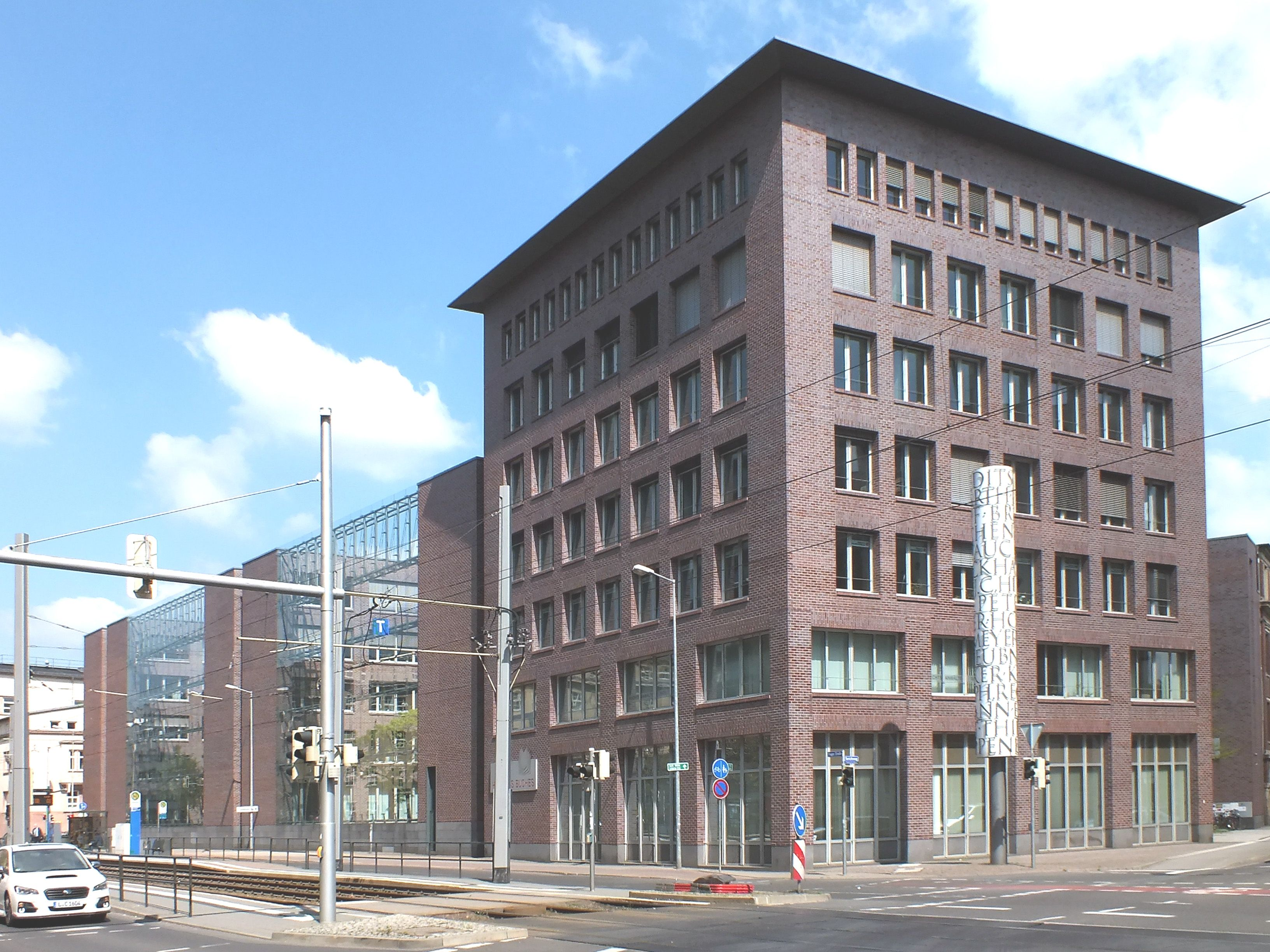
Haus des Buches mit Buchstabensäule, Prager Straße / Gerichtsweg (2016)

Das Haus des Buches in Leipzig ist ein Büro- und Veranstaltungsgebäude im ehemaligen Graphischen Viertel. Es steht an der Stelle des früheren Deutschen Buchhändlerhauses und setzt dessen Tradition unter den aktuellen Bedingungen fort.

## Das Gebäude
Der Gebäudekomplex erstreckt sich über 100 Meter längs der Prager Straße zwischen dem Gutenbergplatz und dem Gerichtsweg, in dem sich unter der Nummer 28 der Zugang befindet. Der gegen die Bauflucht der Prager Straße leicht verdrehte und herausgerückte Eckturm hat sieben Geschosse. Ihm schließt sich ein kammartiger Baukörper an, der zur Prager Straße zwei große Lichthöfe bildet. Die Lichthöfe sind bis zur Gebäudehöhe verglast.

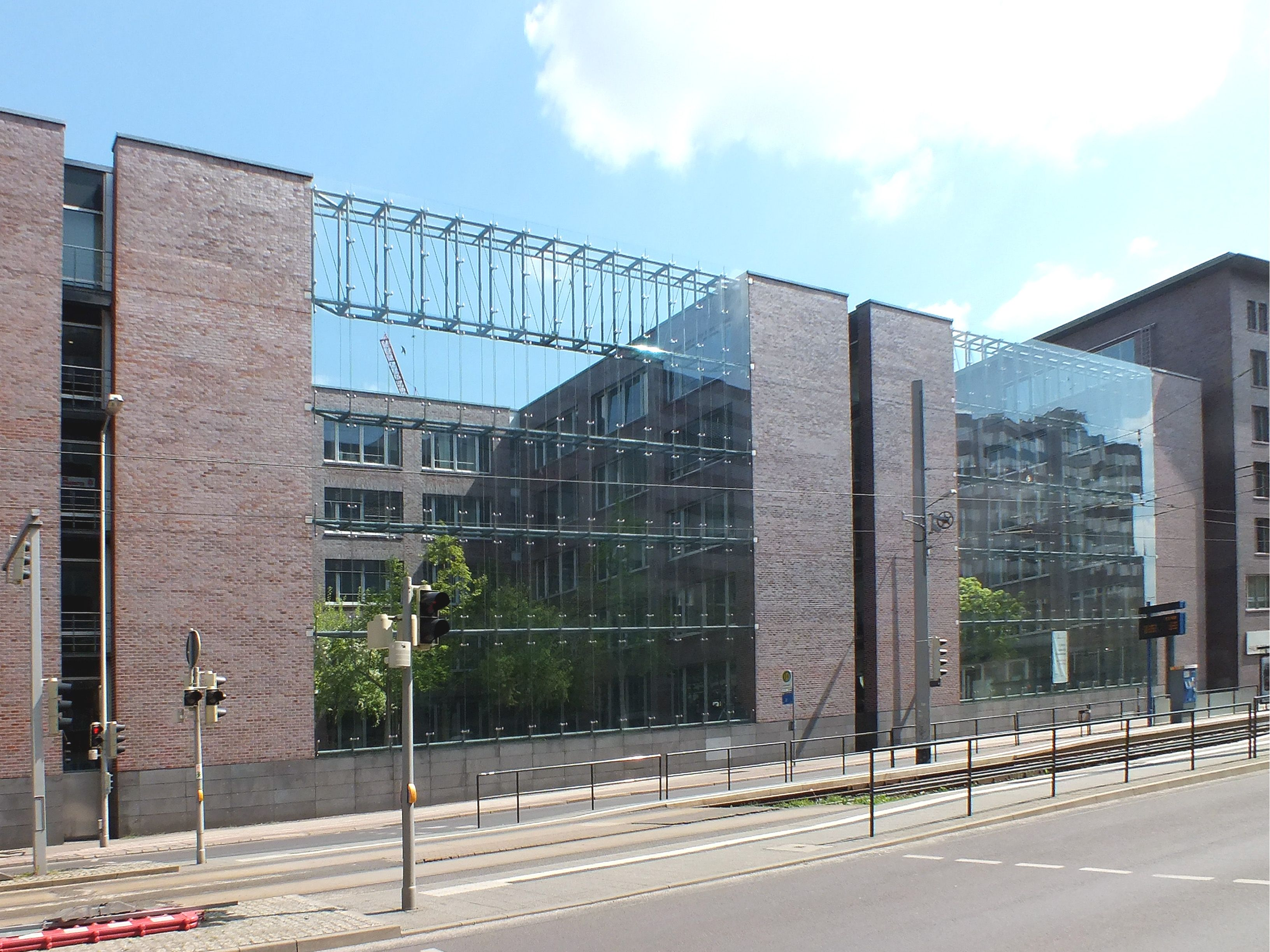
Verglaste Lichthöfe zur Prager Straße (2016)
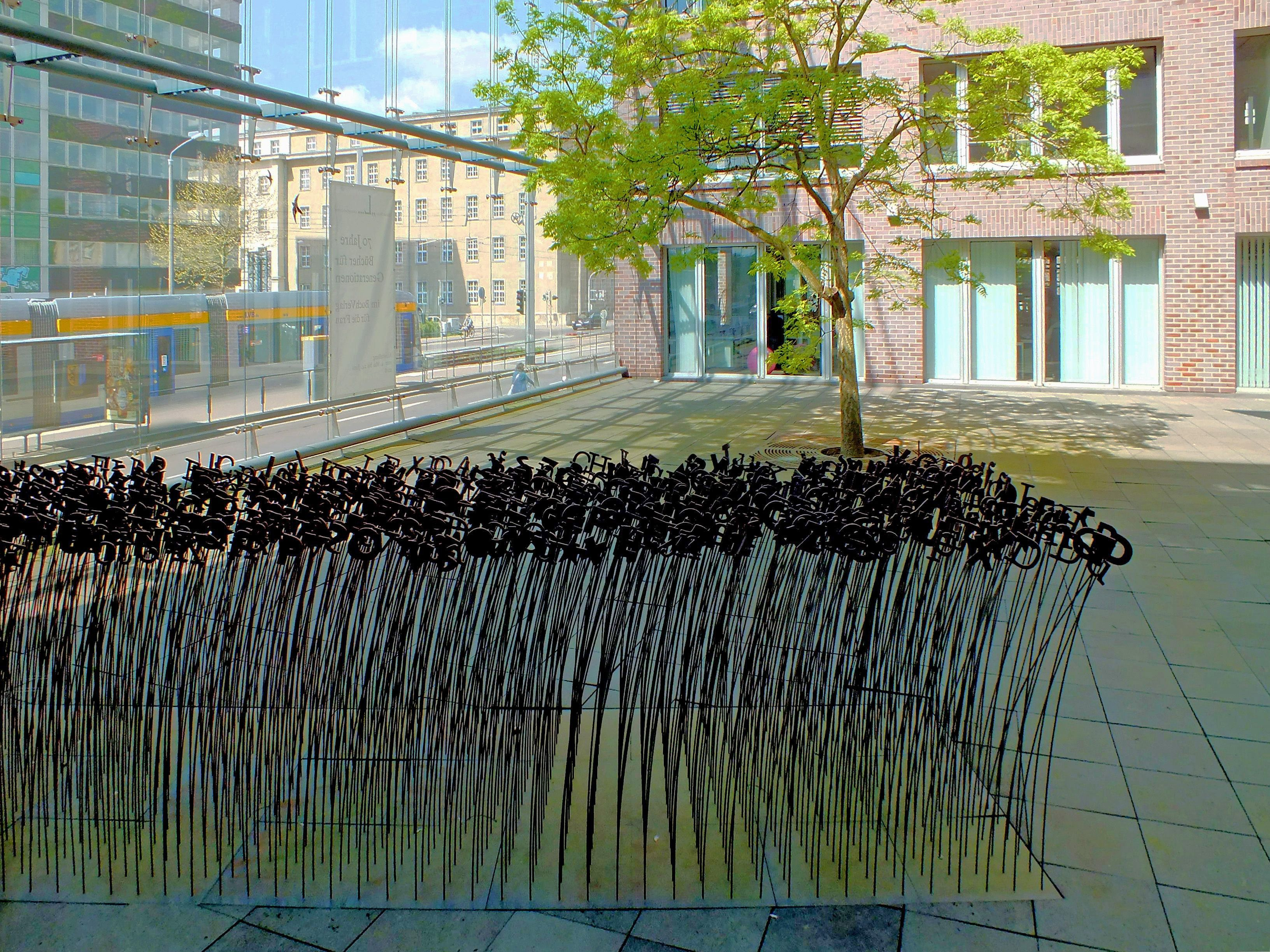
Installation Buchstabenfeld im östlichen Lichthof (2016)
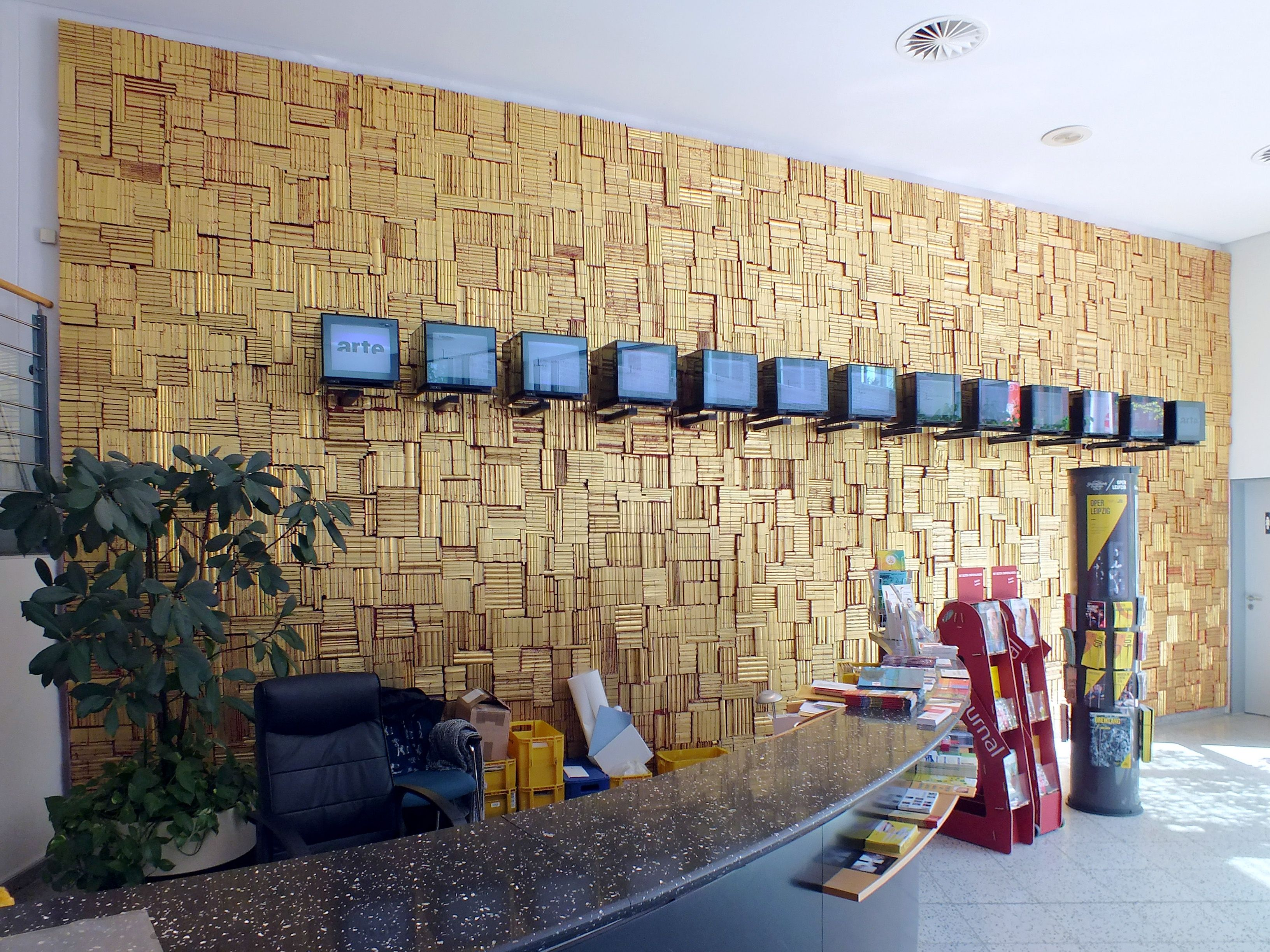
Empfangsbereich mit stilisierter Bücherwand (2016)

Der gesamte Komplex ist mit roten Klinkern verkleidet und nimmt damit Bezug auf zahlreiche ehemalige Gebäude im Graphischen Viertel. Die flache, zurückgesetzte, dreieckige Foyerzone im Gerichtsweg, neben der sich noch ein schmaler verklinkerter Baukörper erhebt, enthält einen großzügig gestalteten Empfangsbereich und ein etwas höher gelegenes Café.
Im Empfangsbereich fällt die von Heinz-Jürgen Böhme und Detlef Lieffertz gestaltete stilisierte goldene Bücherwand mit Fernsehmonitoren ins Auge, als Verbindung klassischer und moderner Kommunikationstechnik. Von den gleichen Künstlern stammt im östlichen Lichthof die Metall-Installation Buchstabenfeld und vor dem Gebäude die Buchstabensäule mit den Namen ehemaliger Leipziger Verleger.
Neben Büroräumen enthält das Haus Räumlichkeiten für Veranstaltungen und Ausstellungen. Ein Saal mit 240 Plätzen lässt sich auch in kleinere Einheiten aufteilen.
Bauherr des 1995/1996 errichteten Haus des Buches war der Börsenverein des Deutschen Buchhandels e. V., der Betreiber ist das Kuratorium Haus des Buches e. V. Für den Entwurf erhielten die Architekten Angela Wandelt und Gerd Heise 1998 den BDA-Preis Sachsen.

## Nutzung
Das Haus des Buches ist Sitz des Leipziger Büros des Börsenvereins sowie des Landesverbandes der Buchhändler und Verleger in Sachsen, Sachsen-Anhalt und Thüringen. Daneben sind zahlreiche Verlage als Mieter im Haus ansässig.
Seit Eröffnung leitet und koordiniert das Kuratorium Veranstaltungs- und Ausstellungstätigkeit. 2005 wurde das Literaturhaus Leipzig gegründet, das dem Netzwerk literaturhaus.net als erstes und größtes in den ostdeutschen Bundesländern beigetreten ist. Es fördert durch Veranstaltungen wie Lesungen aus anspruchsvollen belletristischen Neuerscheinungen und die Präsentation von Literaturverfilmungen oder filmischen Autorenporträts die Buch- und Lesekultur.
Im Haus sind 14 literarische Vereine ansässig, darunter der Sächsische Literaturrat e. V., die Gesellschaft für zeitgenössische Lyrik e. V., der Leipziger Bibliophilen-Abend e. V. sowie Schreibwerkstätten für Jugendliche und Erwachsene sowie für Kinder. Diese Kombination buchbezogener Kunst, Kultur und Wirtschaft unter einem Dach bedeutet ein Alleinstellungsmerkmal für das Leipziger Haus des Buches.
Unter den insgesamt 41 Mietern von Büros befinden sich aber auch solche ohne Buchbezug, wie der Leipziger Synagogalchor e. V., die Johanniter-Unfall-Hilfe e. V., Landesverband Sachsen sowie Rechtsanwälte, Steuerberater und ein Konstruktionsbüro.